# Альфред Янза
Альфред Йоганн Теофіл Янза Едлер фон Танненау (нім. Alfred Johann Theophil Janša Edler von Tannenau; 16 липня 1884, Станіславів — 20 грудня 1963, Відень) — австрійський офіцер, фельдмаршал-лейтенант.

## Біографія
Син оберста Емануеля Янза та його дружини Анни, уродженої фон Меєр. Під час Першої світової війни він обіймав різні посади на Сербському, Італійському та Східному фронтах, зокрема в 1915/16 роках був офіцером зв'язку з Болгарською армією.
У 1930 році він був командиром Нижньоавстрійської бригади, доки не був призначений військовим аташе в Берліні в 1933 році. Після цього, в 1936 році, він був призначений начальником штабу австрійської армії.
До аншлюсу Янза та його штаб розробили сценарій оборони Австрії від нападу Німеччини. Канцлер Австрії Курт Шушніг, який перебував під значним тиском з боку Німеччини, зокрема вимагав усунути Янсу з посади. Берхтесгаденська угода від 12 лютого 1938 року у пункті 8 передбачала, що Янзу слід замінити Францем Беме. Янза пішов у відставку з армії 17 лютого 1938 року.
Як відомий противник гітлерівського режиму, Янза був змушений емігрувати до Ерфурта разом з родиною, а його армійська пенсія була настільки зменшена, що він був змушений доповнювати її, працюючи на дистриб'ютора автозапчастин. Він вважав захистом від гірших наслідків особисте втручання Беніто Муссоліні, з яким познайомився в 1936 році.
Янса пережив Другу світову війну, а в 1945 році його відвідала група звільнених в'язнів з концтабору Бухенвальд, які подякували йому за моральну підтримку. У 1946 році він зміг повернутися до Австрії.

## Нагороди
- Медаль «За військові заслуги» (Австро-Угорщина) — нагороджений тричі (2 бронзові і срібна).
- Хрест «За військові заслуги» (Австро-Угорщина) 3-го класу з військовою відзнакою
- Орден Залізної Корони 3-го класу з військовою відзнакою і мечами
- Почесний знак Австрійського Червоного Хреста 2-го класу
- Залізний хрест 2-го і 1-го класу (Прусське королівство)
- Орден «За військові заслуги» (Баварія) 3-го класу з військовою відзнакою і мечами
- Галліполійська зірка (Османська імперія)
- Пам'ятна військова медаль (Австрія) з мечами
- Великий срібний почесний знак «За заслуги перед Австрійською Республікою»